# سکه یک‌گرمی
سکه‌های یک گرمی همان گونه که از نامش پیداست سکه‌های طلا با وزن تقریباً یک گرم است که در سال‌های اخیر به بازار سکهٔ ایران افزوده شده‌است.

## رونمایی
در تاریخ ۱۸ مرداد ۱۳۸۹ که مصادف با پنجاهمین سالگرد بنیان‌گذاری بانک مرکزی ایران بود، از اولین سکه یک گرمی ضرب شده در ایران توسط رئیس بانک مرکزی رونمایی شد. اما تا زمان ورود انبوه این سکه به بازار حدود شش ماه زمان سپری شد و سرانجام در ۱۶ بهمن ۱۳۸۹ پای سکه‌های جدید طلای بانک مرکزی به بازار سکهٔ ایران باز شد.

## مشخصات
عیار این سکه‌ها همانند سایر سکه‌های واقعی ۹۰۰ در ۱۰۰۰ و وزن آن‌ها ۱٫۰۱ گرم و قطرشان ۱۳٫۳ میلی‌متر است.
از نکات قابل توجه این سری از سکه‌ها عرضه آن‌ها به شکل بسته‌بندی وکیوم با رعایت مسائل ایمنی است. اندازه بسته‌بندی این سکه‌ها ۵۵ در ۹۵ میلی‌متر و کاغذ آن‌ها نیز دارای واتر مارک مواج و الیاف نامرئی فلورسنتی رنگی است. تمامی مراحل بسته‌بندی سکه توسط بانک مرکزی صورت گرفته و اساساً خرید و فروش آن بدون این بسته‌بندی کاملاً غیر متعارف است. حذف یا باز نمودن این بسته‌بندی منجر به کاهش قیمت این سکه‌ها می‌شود.
مرکب به کار رفته در بسته‌بندی این سکه‌ها فلورسنت و حرارتی (ترمو) و طرح ناقص گل شمسه وسط گل‌های ختایی در گوشه‌های آن حک شده‌است.
بر یک روی این سکه‌ها تصویر روح‌الله خمینی و بر روی دیگر آن نگاره‌ای گرافیکی از کلمه علی و در زیر آن عبارت بانک مرکزی جمهوری اسلامی ایران نقش بسته‌است.
از ویژگی‌های دیگر سکه‌های یک گرمی این است که برخلاف سایر سکه‌های رایج در بازار، تاریخ ضرب بر روی آن حک نشده‌است. بانک مرکزی دلیل این امر را جلوگیری از پیدایش اختلاف نرخ سکه بر اساس سال ضرب آن عنوان نموده‌است.

## سکه‌های پارسیان
از آنجایی که سکه‌های رسمی بانک مرکزی در قطعات ربع، نیم و تمام در دو طرح قدیم و جدید با عیار نهصد در هزار در بازار موجود بود، با افزایش قیمت این سکه‌ها و کاهش توان خرید مردم به خصوص برای اهدای آن در مناسبت‌ها، سکه‌های پارسیان رونق بیشتری یافتند. اما سکه‌های پارسیان در واقع سکه نبوده و عیارشان نیز با عیار سکه‌های رایج تفاوت داشت. از همین رو بانک مرکزی تصمیم به ضرب نسل جدید سکه‌های استاندارد گرفت تا با این کار جوابگوی بخشی از جامعه که خواهان ضرب سکه با قیمت‌های مناسب‌تر و رعایت استانداردهای ضرب سکه بودند باشد.